# Ouled Madhi
Ouled Madhi (em árabe: أولاد ماضى) é uma cidade e comuna localizada na província de M'Sila, Argélia. Segundo o censo de 2008, a população total da cidade era de 7 069 habitantes.